# Жилой дом Соколенковых
Жилой дом Соколенковых — памятник градостроительства и архитектуры регионального значения в историческом центре Нижнего Новгорода. Здание предположительно построено в конце XIX — начале XX веков. 
Входит в застройку старинного района Большие Овраги. Является примером традиционной нижегородской деревянной городской застройки второй половины XIX — начала XX веков. Облик здания отражает этап формирования деревянных домов квартирного типа под влиянием рационального направления в архитектуре с сочетанием классицистических форм декора и элементов национального стиля.    

## История
Улица Большие Овраги расположена на высоком берегу Оки на краю крупной овражной системы. В средние века данная территория была вне черты города за пределами Большого острога — дерево-земляного укрепления, возведённого в XVI веке, примыкая к издавна заселённому ямщиками району Ильинской улицы. Первые достоверные сведения об освоении территории Больших Оврагов относятся ко второй половине XVIII века, что было связано с Генеральным размежеванием города 1784—1787 годов, предвестником первого регулярного плана города. Тогда же ямщицкие дворы на Ильиной горе решили впервые обложить налогом, а не желавшим платить подати предписали селиться на бывших выгонных землях. Вследствие, в 1799 году вдоль Муромско-Московской дороги возникла новая Ямская слобода, были проложены и частично застроены Большая и Малая Ямская улицы, а также улица Большие Овраги.
Между городской застройкой и Ямской слободой долго сохранялся значительный разрыв, который ликвидировали только к 1825 году, когда жители слободы, по приговору городского общества, были приняты в большинстве своём в мещанское сословие Нижнего Новгорода. Довольно долгое время территория бывшей слободы была окраиной города, сосредоточием небогатого мещанства, но постепенно состояние её жителей росло и территория застраивалась всё плотнее и более добротными домами. В начале XX века здесь строили дачи представители нижегородской интеллигенции.
Известно, что современный дом № 8 по улице Большие Овраги в начале XX века принадлежал нижегородскому мещанину (цеховому) Петру Васильевичу Соколенкову и его сестре — мещанке Татьяне Васильевне Пастуховой (в девичестве Соколенковой). По документам архивного фонда Нижегородской городской управы установлено, что на участке домовладения располагался деревянный двухэтажный флигель с каменным жилым подвалом. Год постройки здания не установлен, но известно, что Соколенковой ещё в 1884 году принадлежал дом на улице Большие Овраги. Архивный чертежей, планов и других документов по истории строительства не обнаружено.
После установления советской власти, здание было экспроприировано, дом стал многоквартирным.     

## Архитектура
Дом — пример традиционной нижегородской деревянной городской застройки второй половины XIX — начала XX веков. Здание деревянное на каменном цокольном этаже в виде прямоугольника в плане, с примыканием лестничной клетки вдоль дворового фасада. Шестиосевой уличный фасад фланкирован лопатками и разделён на две части с тремя осями прямоугольных окон. Вход в лестничную клетку подчёркнут массивным эркером, опирающимся на наклонные консоли и завершённым треугольным фронтоном. Сдвоенные входные двустворчатые двери обработаны филёнками. Оконные проёмы обведены простыми наличниками с профилированными сандриками. Подкарнизные части сандриков раскрепованы по бокам, дополнены поясом сухариков, накладными элементами в виде четырёхгранных пирамидок и стилизованными мотивами кистей. Боковые доски наличников заканчиваются элементами в виде заострённых пик. Под венчающим карнизом проходит фриз с рядом фигурных кронштейнов.
Облик здания отражает этап формирования деревянных домов квартирного типа под влиянием рационального направления в архитектуре с сочетанием классицистических форм декора и элементов национального стиля.            